# Readsboro
Readsboro è un comune degli Stati Uniti d'America, nella Contea di Bennington, nello Stato del Vermont. Nel censimento statunitense del 2000 la popolazione era di 809 abitanti, 769 nel 2007.

## Storia
Nel 1791 era abitato da sole 64 persone mentre nel 1853 il paesino raggiungeva già i 767 abitanti. Il comune comprende due località: Heartwellville e Readsboro Falls. 
Un censimento del 1840 effettuato da Zadock Thompson (1796-1856)  stabiliva che nel villaggio vi erano 4 scuole, 4 segherie, un mulino per la macinatura dei cereali, 424 cavalli, 1.132 bovini, 2.679 pecore, 508 maiali e inoltre si produceva in gran quantità orzo, avena, segala, granoturco, patate, barbabietole da zucchero e foraggio.